# У Сяоцзюнь
У Сяоцзюнь (кит. 吴晓军, род. январь 1966, Тайхэ, Цзянси) — китайский государственный и политический деятель, губернатор провинции Цинхай с 31 марта 2022 года.
Ранее секретарь парткома КПК города Наньчан — член Постоянного комитета КПК провинции Цзянси, вице-губернатор этой же провинции.
Член Центрального комитета Компартии Китая 20-го созыва.

## Биография
Родился в январе 1966 года в уезде Тайхэ городского округа Цзиань, провинция Цзянси.
В сентябре 1984 года поступил на факультет экономики университета Цзянси (позднее переименован в Наньчанский университет), в июле 1988 года получил диплом бакалавра по специальности «политическая экономия». С сентября 2001 года — аспирант Института управления промышленностью и торговлей Университета экономики и финансов Цзянси. В июле 2004 года защитил диссертацию на тему «Строительство индустриальных парков и промышленных кластеров: исследование процесса индустриализации в слаборазвитых районах», доктор философии (PhD) в экономике.
После окончания университета в июле 1988 года принят на должность эксперта в центр экономической информации администрации Цзянси. В декабре 1990 года переведён в комитет по планированию в провинциальной администрации. С октября 1992 года — сотрудник комитета по развитию и реформам, с марта 1998 года — работник организационного отдела администрации Цзянси, с мая 2003 года заместитель заведующего вновь образованным отделом по планированию и реструктуризации индустриальных парков и промышленных кластеров провинции Цзянси.
В августе 2006 года переведён заместителем мэра города Интань, одновременно вошёл в состав Постоянного комитета горкома КПК. В июне 2010 года — заместитель председателя комиссии по развитию и реформам провинции Цзянси. В апреле 2013 года перемещён на должность председателя комитета по промышленности и информационным технологиям, однако в октябре следующего года снова вернулся в комиссию по реформам на должность её председателя. 30 марта 2020 года назначен секретарём горкома Наньчана, столичного города провинции Цзянси, одновременно войдя в состав Постоянного комитета провинции.
В апреле 2021 года переведён в северо-западную провинцию Цинхай на должность заместителя секретаря парткома КПК провинции.
31 марта 2022 года утверждён в должности губернатора Цинхая на 5-й сессии Постоянного комитета Собрания народных представителей провинции.